# Жилинскайте, Витауте
Витауте-Геновайте Жилинскайте (также Витауте Юргисовна (Юргевна) Жилинскайте; лит. Vytautė Genovaitė Žilinskaitė; 13 декабря 1930, Каунас — 4 апреля 2024, Вильнюс) — советская и литовская писательница, поэтесса, сатирик, автор произведений детской литературы. Заслуженный деятель культуры Литовской ССР (1980).

## Биография
Родилась 13 декабря 1930 года в Каунасе и была третьим из четырёх детей (после старших брата и сестры и перед младшим братом) в семье.
В 1955 году окончила отделение журналистики историко-филологического факультета Вильнюсского университета.
Печататься начала с 1950 года. В 1961 году опубликовала поэтический сборник, но впоследствии обратилась к прозе, преимущественно сатирико-юмористической, также много писала для детей. С 1963 года была членом Союза писателей Литовской ССР.
Одно из наиболее известных её произведений, переведённых на русский язык, — сатирическая сказка «Замок лгунов» (1968), по которой снят одноимённый мультфильм. Творчество Жилинскайте оказало большое влияние на развитие литовской сатиры.
Жила и работала в Вильнюсе.
Скончалась 4 апреля 2024 года на 94-м году жизни после тяжёлой болезни.

## Награды
В 1964 году была награждена премией Союза журналистов, в 1972 году получила Республиканскую премию за лучшее юмористическое произведение, в 1979 году — Республиканскую премию за лучшее произведение для детей и юношества. В 1980 году получила звание заслуженного работника культуры.
В 1979 году была удостоена премии «Золотой телёнок» «Литературной газеты» («Клуба 12 стульев»).
В 1980 году была удостоена звания «Заслуженный деятель культуры Литовской ССР».
В 1997 и 2001 годах была удостоена премии имени Шарунаса Марчюлёниса за лучшее произведение для детей. Её произведения были переведены на английский, немецкий, польский, чешский, словацкий, русский, украинский, болгарский, португальский, молдавский, венгерский, латышский и другие языки.
В 2005 году была награждена рыцарским крестом ордена Великого князя Литовского Гядиминаса.

## Личная жизнь
Муж — прозаик и драматург Витаутас Римкявичюс (1930—1991). Сын — Марюс Римкявичюс.